# 崔龙吉
崔龙吉（韓語：최룡길，1953年—），黑龙江东宁人，朝鲜族，中华人民共和国政治人物、全国人民代表大会黑龙江地区代表。
毕业于牡丹江师范学院经济管理专业，加入中国共产党。担任黑龙江省东宁吉信工贸集团董事长。2008年起担任全国人大代表。2013年，被选为全国人大代表。2016年10月，辞去全国人大代表。